# Karl Theodor von Pappenheim

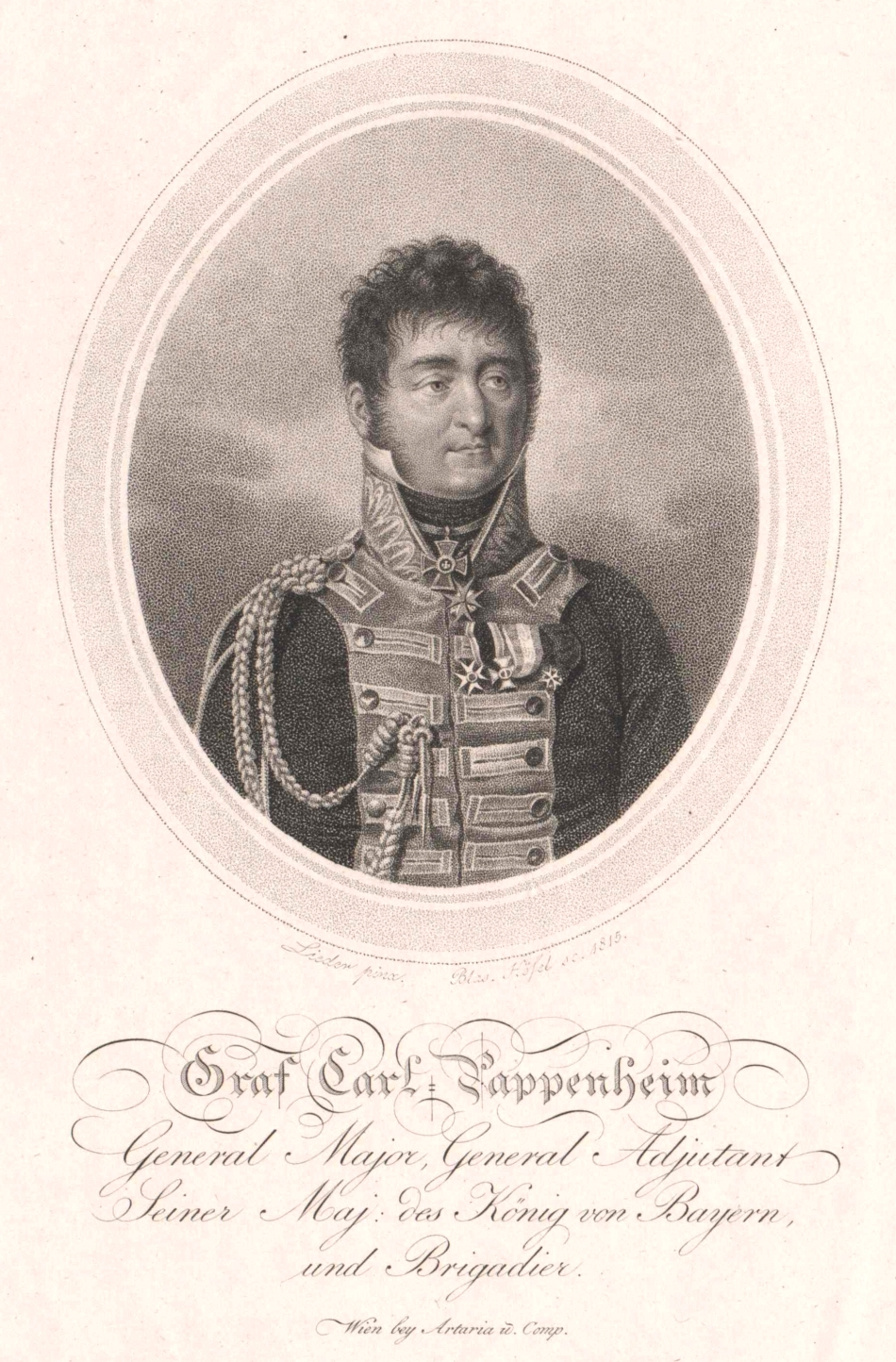
Carl Graf Pappenheim, Stich von Blasius Höfel nach Lieder (1815)

Karl Theodor Friedrich Graf zu Pappenheim (auch „Carl zu Pappenheim“; * 17. März 1771 in Pappenheim; † 26. August 1853 ebenda) war ein königlich bayerischer Feldzeugmeister und Generaladjutant des Königs. Er war der letzte regierende Reichsgraf der Grafschaft Pappenheim.

## Leben

### Herkunft
Karl Theodor Friedrich Graf und Herr zu Pappenheim entstammte der alten hochadeligen schwäbisch-fränkischen Familie von Pappenheim. Er wurde als Sohn von Wilhelm Graf und Herr zu Pappenheim, kaiserlicher Kämmerer und Erbmarschall des Heiligen Römischen Reiches, sowie Herr auf Rothenstein, Kalden und Bellenberg und dessen Frau Friederike Johanna Freiin von Seckendorff geboren. Sein Bruder Albert Graf und Herr zu Pappenheim (* 1777; † 1860) diente ebenfalls als General in der königlich bayerischen Armee.

### Militärischer Werdegang
1783 trat Karl Theodor als Kadett in die österreichische Armee ein. Er wurde im selben Jahr Leutnant im Karabinier-Regiment „Herzog Albert von Sachsen-Teschen“ und nahm mit seiner Einheit 1790 am Feldzug gegen die Türken teil. 1791 erfolgte seine Beförderung zum Rittmeister im Dragoner-Regiment „Erzherzog Johann“.
Bei der Kaiserwahl und Krönung von Franz II. 1792 vertrat Karl Theodor seinen Vater als Reichserbmarschall. Es war das letzte Mal, dass dieses von der Familie von Pappenheim seit mehreren hundert Jahren verwaltete Amt ausgeübt wurde. Er überbrachte dem in Würzburg weilenden Erzherzog Franz von Österreich, Kurfürst und König von Böhmen, die Nachricht, dass er zum Kaiser gewählt wurde. Am Krönungstag in Frankfurt trug er dem Kaiser das Reichsschwert voran. Nach Beendigung der Zeremonie wurden ihm die Kammerherrenschlüssel verliehen.
Wieder zu seinem Regiment zurückgekehrt, nahm er am Feldzug gegen Frankreich in Holland und Flandern teil. Er wurde als Hauptmann zum Generalstab versetzt und diente unter dem General Karl Mack von Leiberich. Bereits kurze Zeit später wurde Pappenheim zum ersten Rittmeister in dem vom Fürsten Karl Philipp zu Schwarzenberg befehligten Ulanan-Corps befördert. In den Kämpfen während des Ersten Koalitionskrieges 1793 bis 1795 konnte sich Pappenheim mehrfach auszeichnen.
1797 übernahm er von seinem Vater die Regierung der Grafschaft Pappenheim. Als im Jahre 1807 die Grafschaft ihre Reichsunmittelbarkeit verlor, schloss sich Karl Theodor dem neugeschaffenen Königreich Bayern an. Seine Grafschaft wurde der Krone Bayerns zugeteilt. Mit Armeebefehl vom 2. März 1807 wurde Pappenheim zum Oberst und Generaladjutanten von König Maximilian I. ernannt. Den Feldzug von 1809 gegen Österreich erlebte er im Hauptquartier des Kronprinzen und späteren Königs Ludwig I. Am 31. Mai 1809, mit Armeebefehl vom 8. Juni 1809, erhielt er den Orden der Französischen Ehrenlegion. Nach Abschluss des Waffenstillstandes begleitete er den Kronprinzen auf seinen Reisen und kehrte erst mit dem Friedensschluss von Schönbrunn in seine frühere Stellung als Generaladjutant zurück.
Am 4. September 1813, nachträglich zum Armeebefehl vom 10. August 1813, wurde Pappenheim zum Generalmajor ernannt. Er erhielt das Kommando über die 1. Infanterie-Brigade der 2. Infanterie-Division „Graf Beckers“. In der Schlacht bei Hanau zeigte er großen Mut und Tapferkeit. Während der Kämpfe erhielt er eine schwere Prellung und verlor zwei Pferde unter sich. Nach einem Zeugnis, ausgestellt am 13. November 1813 von General der Kavallerie Carl Philipp von Wrede, dem späteren Generalfeldmarschall, und einer Beurteilung vom 17. November 1813 seines Divisionsgenerals Beckers, wurde Pappenheim als Ritter des Militär-Max-Joseph-Ordens aufgenommen. Das am 23. November im Hauptquartier zu Offenbach tagende Ordenskapitel unter Vorsitz von General Anton von Vieregg entschied sich einstimmig für seine Aufnahme, die mit Armeebefehl vom 31. Dezember 1813 erfolge. Für seine Verdienste in der Schlacht bei Hanau erhielt er außerdem das Ritterkreuz des kaiserlich österreichischen Militär-Maria-Theresien-Ordens, des kaiserlich russischen Wladimir-Ordens und den königlich preußischen Orden Pour le Mérite.
Im weiteren Verlauf des Feldzuges wurde Pappenheim Kommandant von Basel und leitete die Belagerung von Schlettstadt. 1815, im Feldzug gegen Frankreich, übernahm er das Kommando einer Kavalleriebrigade. Im gleichen Jahr wurde ihm der preußische Rote Adlerorden, 1820 das Großkreuz des Verdienstordens der Bayerischen Krone, 1821 das Großkreuz des königlich hannovrischen Guelphen-Ordens und am 25. Juni 1823 der sächsische Verdienstorden verliehen.
1819 bis 1820 ließ Karl Theodor nach Plänen des bekannten königlich bayerischen Bauintendanten Leo von Klenze in Pappenheim ein weiteres Schloss im klassizistischen Stil errichten, das Neue Schloss. Es ist bis heute im Besitz der Grafen von Pappenheim.
Nach dem Übungslager von Ingolstadt wurde er am 11. Februar 1824 zum Generalleutnant und Kommandeur der 1. Armee-Division unter Beibehaltung seiner Stellung am Hof ernannt. 1825 erhielt Pappenheim die erbliche Reichsratswürde und wurde Kapitular des Ritterordens vom Heiligen Hubert. Am 28. Oktober 1835 wurde ihm die Inhaberschaft des 7. Linieninfanterie-Regiments übertragen. Nach einem 1840 in Nürnberg abgehaltenen Übungslager, bei dem Pappenheim den Oberbefehl führte, wurde er am 10. September 1840 zum Feldzeugmeister ernannt.
Er erhielt weitere Auszeichnungen so unter anderem das Großkreuz des russischen Alexander-Newski-Ordens am 30. August 1838, den preußischen Schwarzen Adlerorden am 2. September 1845, den österreichischen Eisernen Kronenorden am 24. Juli 1837, den königlich württembergischen Kronenorden am 14. November 1841 sowie das Ritterkreuz des Johanniterordens. Am 30. November 1852 wurde er Inhaber des 1. Chevaulegers-Regiments.
Zur Erinnerung an seine Verdienste für die Armee erhielten bereits am 26. Januar 1842 die Fronten V und VI der Hauptumfassung von Ingolstadt vom bayerischen König den Namen Pappenheim.

### Ehe und Nachkommen
Karl Theodor Graf und Herr zu Pappenheim heiratete am 26. Juni 1796 Lucia Anna Wilhelmine Christina Gräfin von Hardenberg-Reventlow (* 1776; † 1854), die Tochter des königlich preußischen Staatskanzlers und Fürsten Karl August von Hardenberg. Aus der Ehe gingen zwei Töchter und ein Sohn hervor. Adelheid von Carolath-Beuthen, eine der Töchter, war eine bekannte Autorin und Landschaftsmalerin; die anderen beiden Kinder starben bereits kurz nach der Geburt. Die Ehe wurde 1817 nach langjährigem Getrenntleben der Ehegatten geschieden;  Lucia heiratete umgehend in zweiter Ehe den Fürsten Hermann von Pückler-Muskau.
Aus Karl Theodors Beziehung zu der Pappenheimer Bürgerstochter Anna Maria Eder, sie wurde 1819 als von Calatin geadelt, gingen drei Töchter hervor. Die älteste Emma von Suckow (* 1807; † 1876) wurde eine bedeutende Schriftstellerin und schrieb unter dem Pseudonym Emma Niendorf.